# Санчес Перье, Эмилио
Эмилио Санчес Перье (исп. Emilio Sánchez Perrier; 1855, Севилья — 1907, Алама-де-Гранада) — испанский живописец, пейзажист, акварелист, ориенталист.

## Биография
Учился живописи в Школе изящных искусств в Севилье под руководством Хоакина Домингеса Беккера, затем с 1877 года в Королевской академии изящных искусств Сан-Фернандо в Мадриде. Был сокурсником Карлоса де Аэса.
Жил и творил в Гранаде, где встретился и подружился с одним из лидеров романтического ориентализма Мариано Фортуни, творчество которого оказало на него большое влияние.
В 1879 году отправился в Париж. Учился в мастерских у Огюста Болара, Жана-Леона Жерома и Феликса Зима.
Был близок к представителям художественной школы Фонтенбло и Барбизонской школы. Работал в Венеции, Великобритании и городах Северной Африки, таких как Танжер, где писал пейзажи, картины на восточные сюжеты.
Около 1880 года вернулся в Испанию, и вскоре стал членом Академии изобразительных искусств Севильи.
В 1896 году ему был поставлен диагноз — туберкулёз, от которого художник умер в 1907 году.

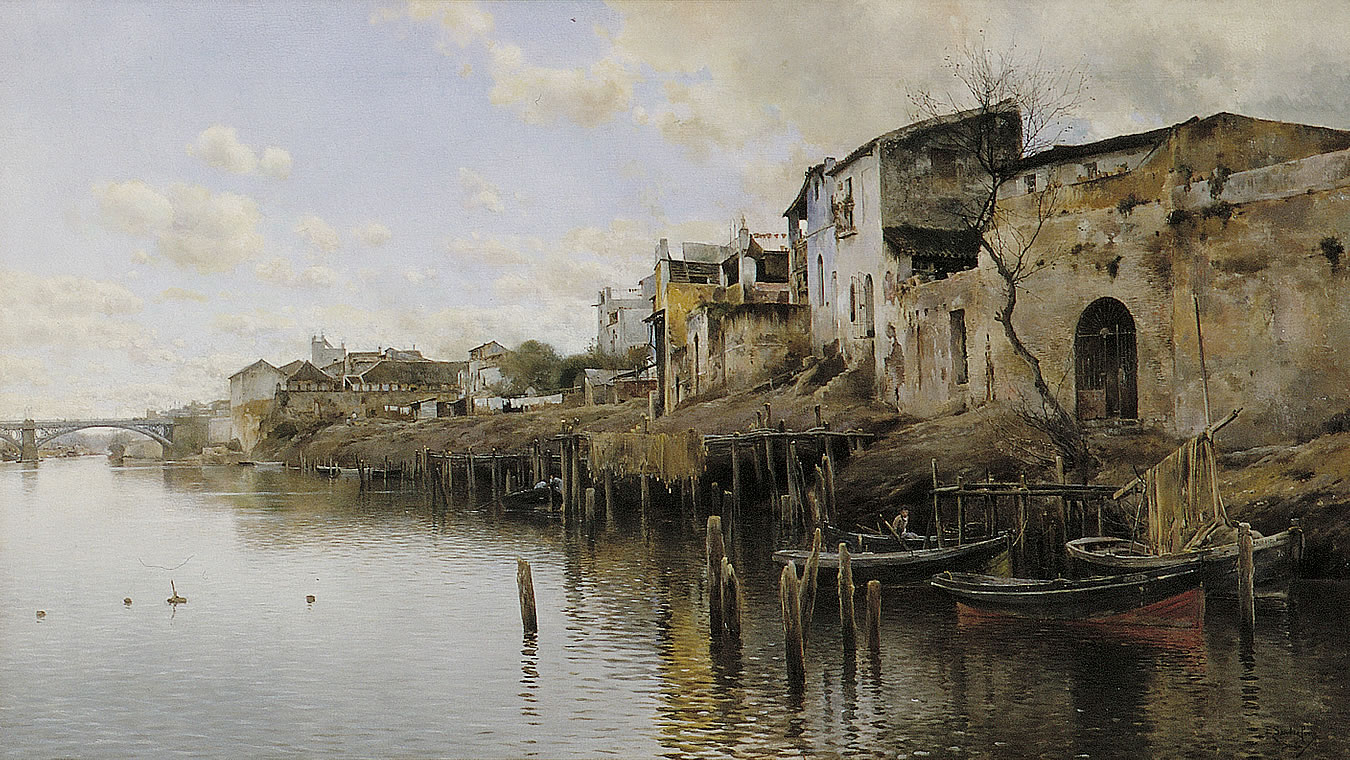
Триана, 1889
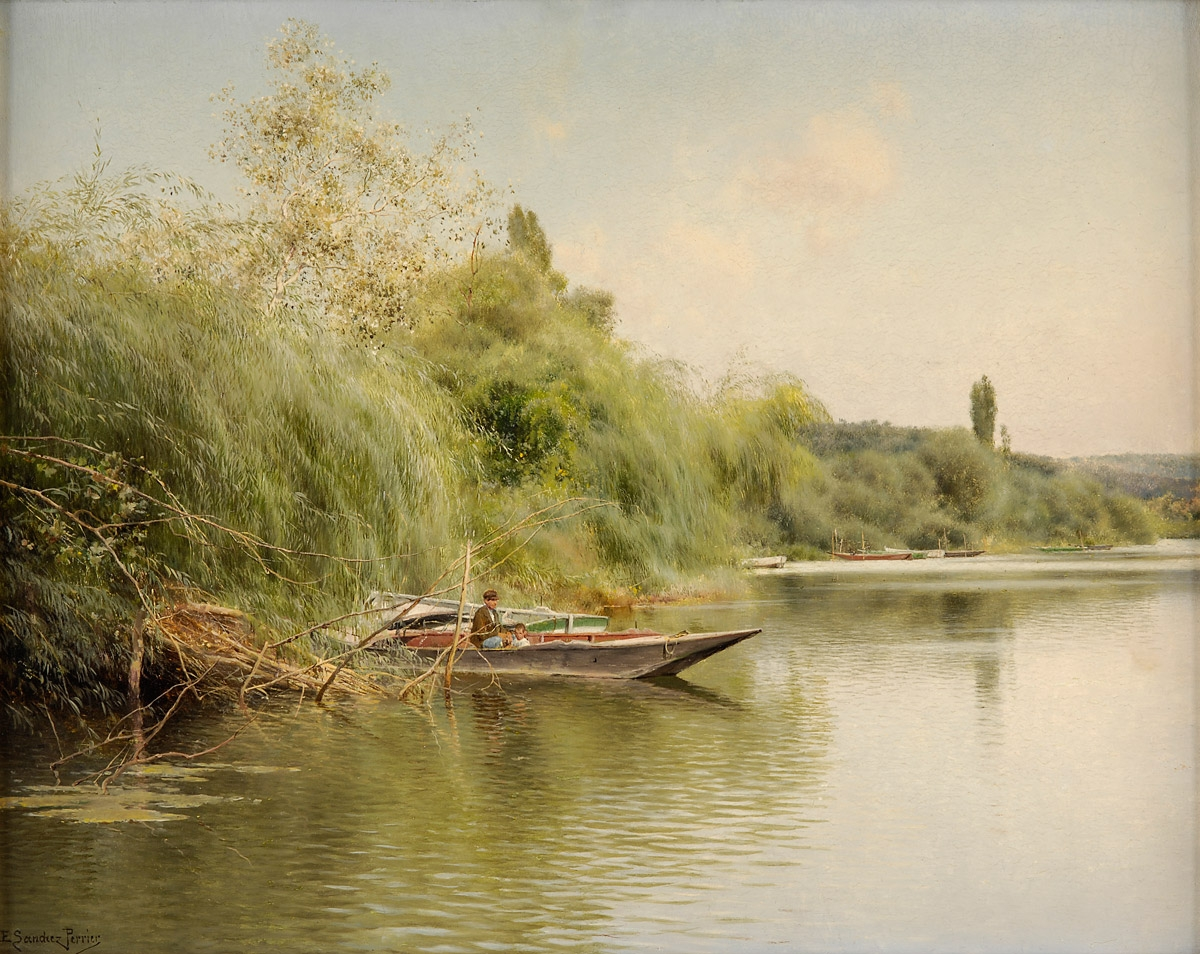
Рыбак с сыном в лодке, 1907
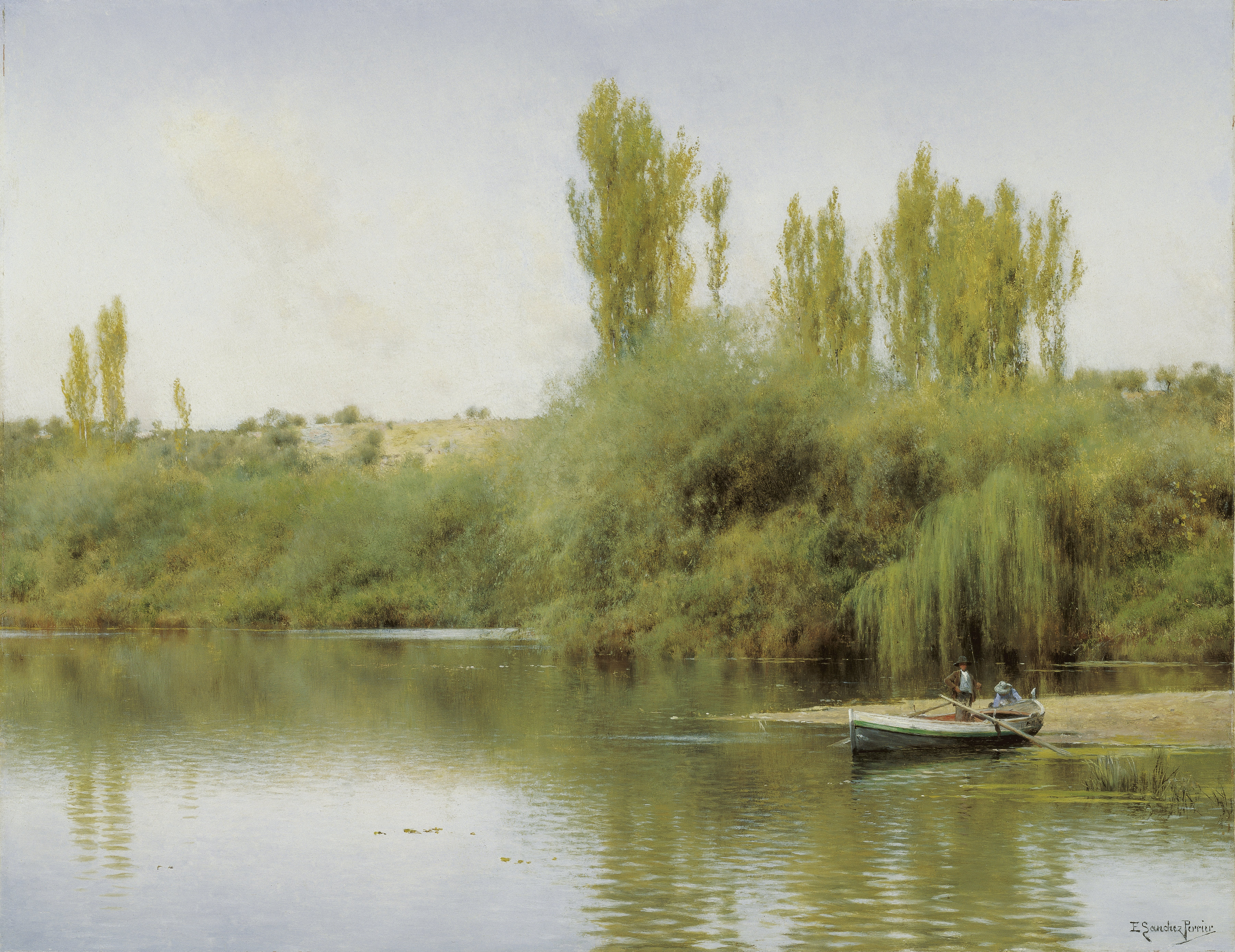
Берег Гвадайры с лодкой, ок. 1890
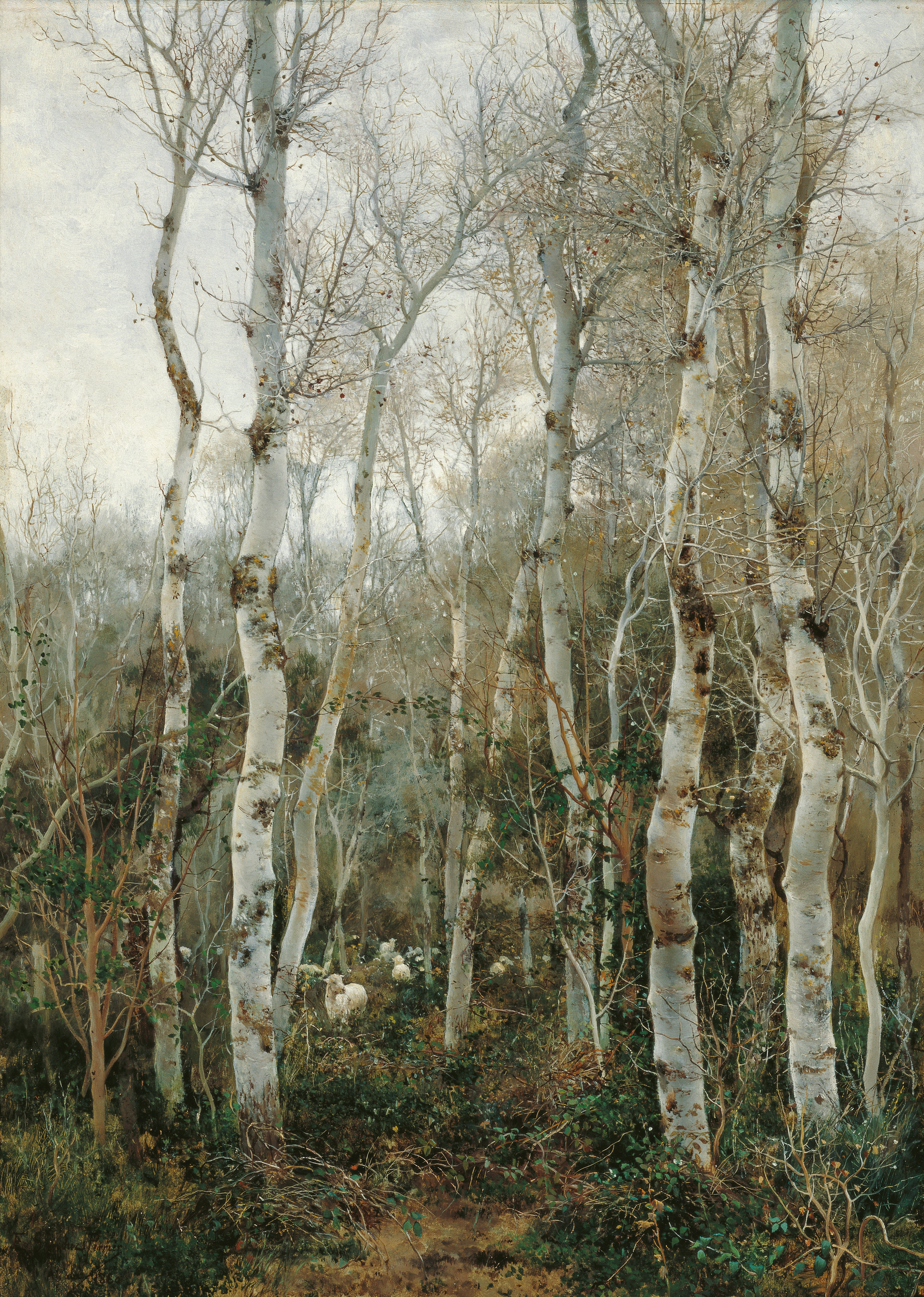
Зима в Андалусии
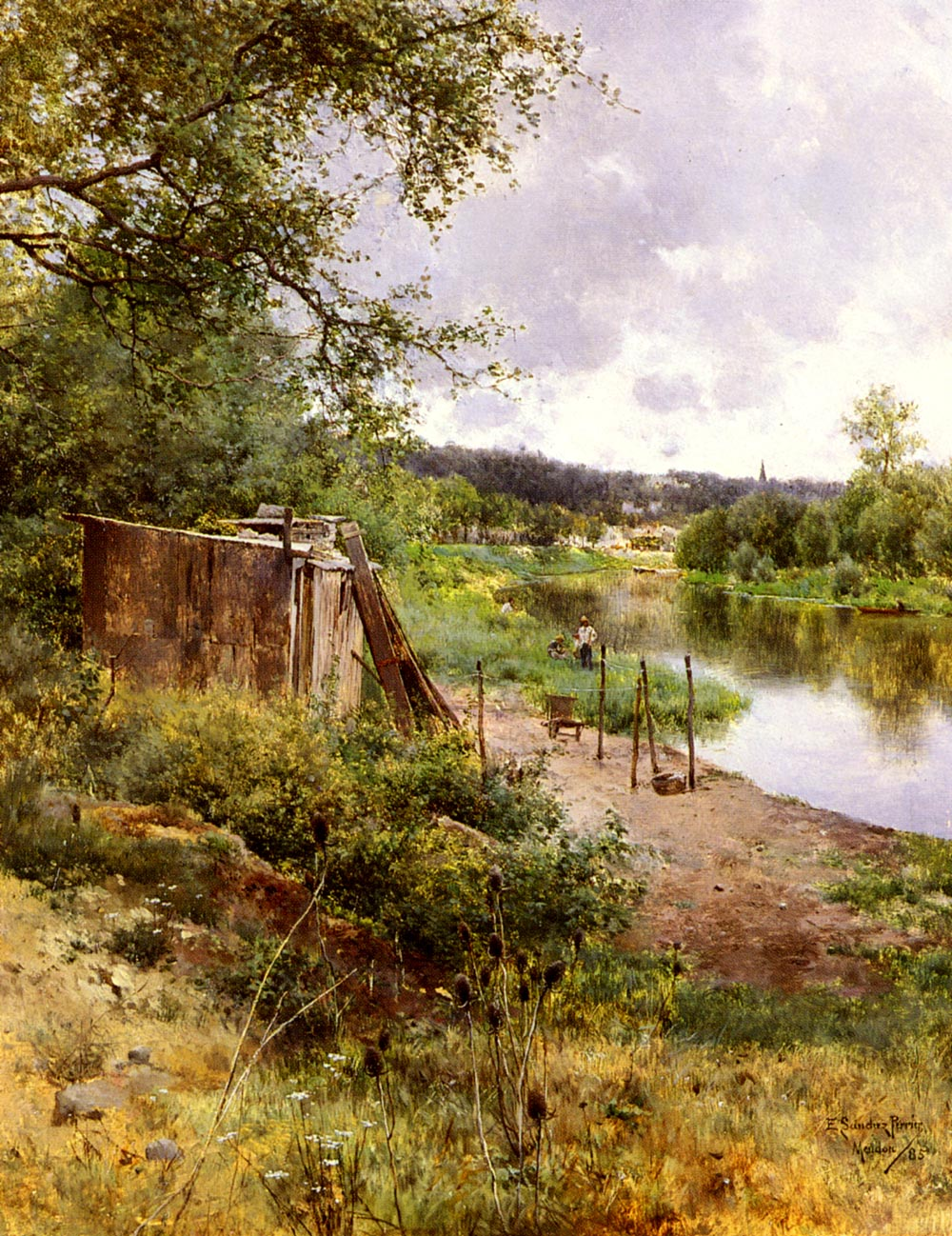
На берегу реки